# Campeonato Europeu Júnior de Atletismo de 2009
O Campeonato Europeu Júnior de Atletismo foi a 20ª edição do torneio organizada pela Associação Europeia de Atletismo para atletas com menos de vinte anos, classificados como Júnior. O evento foi realizado no Estádio Karađorđe em Novi Sad na Sérvia, entre 23 e 26 de julho de 2009. Foram disputadas 44 provas sendo quebrados 7 recordes do campeonato e tendo como destaque a Alemanha com 25 medalhas no total, sendo 10 de ouro. 

## Resultados
Esses foram os resultados do campeonato. 

### Masculino
| Evento                          | Ouro                                                                     | Ouro      | Prata                                                                  | Prata     | Bronze                                                                                      | Bronze   |
| ------------------------------- | ------------------------------------------------------------------------ | --------- | ---------------------------------------------------------------------- | --------- | ------------------------------------------------------------------------------------------- | -------- |
| 100 m                           | Christophe Lemaitre · França                                             | 10.04 EJR | Ramil Guliyev · Azerbaijão                                             | 10.16     | Eugene Ayanful · Reino Unido                                                                | 10.37    |
| 200 m                           | Ramil Guliyev · Azerbaijão                                               | 20.33     | Robert Hering · Alemanha                                               | 20.83     | Diego Marani · Itália                                                                       | 21.03    |
| 400 m                           | Chris Clarke · Reino Unido                                               | 45.59     | Andrzej Jaros · Polónia                                                | 46.75     | Louis Persent · Reino Unido                                                                 | 46.82    |
| 800 m                           | Kevin López · Espanha                                                    | 1:48.25   | Niall Brooks · Reino Unido                                             | 1:49.21   | Aleksandr Sheplyakov · Rússia                                                               | 1:49.37  |
| 1.500 m                         | David Bustos · Espanha                                                   | 3:53.31   | Resul Çevik · Turquia                                                  | 3:54.30   | Simon Horsfield · Reino Unido                                                               | 3:54.56  |
| 5.000 m                         | Hayle Ibrahimov · Azerbaijão                                             | 14:01.19  | Jakub Zivec · Chéquia                                                  | 14:10.58  | Aitor Fernández · Espanha                                                                   | 14:20.14 |
| 10.000 m                        | Hayle Ibrahimov · Azerbaijão                                             | 30:06.64  | Simon Lawson · Reino Unido                                             | 30:35.62  | Siarhei Platonau · Bielorrússia                                                             | 30:55.92 |
| 110 m com barreiras             | Lawrence Clarke · Reino Unido                                            | 13.37 NJR | Sergey Shubenkov · Rússia                                              | 13.40     | Aliaksandr Linnik · Bielorrússia                                                            | 13.41 =  |
| 400 m com barreiras             | Tobias Giehl · Alemanha                                                  | 50.85     | Marc John Dombrowski · Alemanha                                        | 51.28     | Nikita Andriyanov · Rússia                                                                  | 51.43    |
| 3.000 m com obstáculo           | Antonio Abadía · Espanha                                                 | 8:47.45   | James Wilkinson · Reino Unido                                          | 8:51.54   | Jeroen D'Hoedt · Bélgica                                                                    | 8:51.76  |
| Revezamento 4 x 100 metros      | Alemanha · Roy Schmidt · Robert Hering · Florian Föstl · Felix Göltl     | 39.33     | Chéquia · Martin Rícar · Lukás Stastný · Pavel Maslák · Václav Zich    | 39.57 NJR | Reino Unido · Andrew Robertson · Junior Ejehu · Deji Tobias · Eugene Ayanful                | 39.78    |
| Revezamento 4 x 400 metros      | Reino Unido · Louis Persent · Ross McDonald · Nathan Wake · Chris Clarke | 3:07.82   | Alemanha · Niklas Zender · Benjamin Jonas · Sascha Eder · Marco Kaiser | 3:08.11   | Itália · Andrea Daminelli · Francesco Cappellin · Alessandro Pedrazzoli · Francesco Ravasio | 3:09.87  |
| 10 km marcha atlética           | Stanislav Yemelyanov · Rússia                                            | 40:20.86  | Denis Strelkov · Rússia                                                | 40:24.97  | Valeriy Filipchuk · Rússia                                                                  | 40:29.35 |
| Salto em altura                 | Sergey Mudrov · Rússia                                                   | 2.25      | Ümit Tan · Turquia                                                     | 2.25 NJR  | Artsiom Naumovich · Bielorrússia                                                            | 2.19     |
| Salto com vara                  | Nico Weiler · Alemanha                                                   | 5.25      | Dmitriy Zhelyabin · Rússia                                             | 5.25      | Henri Väyrynen · Finlândia                                                                  | 5.15     |
| Salto em distância              | Aleksandr Menkov · Rússia                                                | 7.98      | Łukasz Masłowski · Polónia                                             | 7.85      | Denis Bogdanov · Rússia                                                                     | 7.76     |
| Salto triplo                    | Aleksey Fyodorov · Rússia                                                | 16.67     | Aşkın Karaca · Turquia                                                 | 16.10 NJR | Pavels Kovalovs · Letônia                                                                   | 16.03    |
| Arremesso de peso (6 kg)        | David Storl · Alemanha                                                   | 22.40     | Mykyta Nesterenko · Ucrânia                                            | 20.22     | Hendrik Müller · Alemanha                                                                   | 19.63    |
| Arremesso de disco (1,75 kg)    | Mykyta Nesterenko · Ucrânia                                              | 65.73     | Gordon Wolf · Alemanha                                                 | 63.02     | Marin Premeru · Croácia                                                                     | 60.98    |
| Lançamento de martelo (6,00 kg) | Andriy Martynyuk · Ucrânia                                               | 79.54     | Ákos Hudi · Hungria                                                    | 79.14     | Javier Cienfuegos · Espanha                                                                 | 79.12    |
| Arremesso de dardo (800 g)      | Andreas Hofmann · Alemanha                                               | 75.89     | Till Wöschler · Alemanha                                               | 73.66     | Łukasz Grzeszczuk · Polónia                                                                 | 73.55    |
| Decatlo                         | Thomas van der Plaetsen · Bélgica                                        | 7769 NJR  | Petter Olson · Suécia                                                  | 7734      | Kai Kazmirek · Alemanha                                                                     | 7639     |

### Feminino
| Evento                          | Ouro                                                                             | Ouro        | Prata                                                                               | Prata    | Bronze                                                                      | Bronze     |
| ------------------------------- | -------------------------------------------------------------------------------- | ----------- | ----------------------------------------------------------------------------------- | -------- | --------------------------------------------------------------------------- | ---------- |
| 100 m                           | Yasmin Kwadwo · Alemanha                                                         | 11.42       | Folake Akinyemi · Noruega                                                           | 11.47    | Andreea Ograzeanu · Roménia                                                 | 11.47      |
| 200 m                           | Andreea Ograzeanu · Roménia                                                      | 23.70       | Alena Tamkova · Rússia                                                              | 23.72    | Anna Kiełbasińska · Polónia                                                 | 23.75      |
| 400 m                           | [Yuliya Baraley]] · Ucrânia                                                      | 52.89       | Liliya Gafiyatullina · Rússia                                                       | 53.51    | Moa Hjelmer · Suécia                                                        | 54.01 PB   |
| 800 m                           | Elena Mirela Lavric · Roménia                                                    | 2:04.12     | Corinna Harrer · Alemanha                                                           | 2:04.51  | Yekaterina Zavyalova · Rússia                                               | 2:04.59    |
| 1.500 m                         | Darya Yachmeneva · Rússia                                                        | 4:14.64     | Layes Abdullayeva · Azerbaijão                                                      | 4:16.63  | Elina Sujew · Alemanha                                                      | 4:16.86    |
| 3.000 m                         | Yelena Korobkina · Rússia                                                        | 9:13.35     | Kate Avery · Reino Unido                                                            | 9:13.68  | Louise Small · Reino Unido                                                  | 9:15.47    |
| 5.000 m                         | Karoline Bjerkeli Grøvdal · Noruega                                              | 15:45.45    | Charlotte Purdue · Reino Unido                                                      | 15:55.96 | Veronica Inglese · Itália                                                   | 16:41.37   |
| 100 m com barreiras             | Anne Zagré · Bélgica                                                             | 13.21       | Isabelle Pedersen · Noruega                                                         | 13.49    | Yariatou Toure · França                                                     | 13.52      |
| 400 m com barreiras             | Inga Müller · Alemanha                                                           | 57.16       | Mila Andrić · Sérvia                                                                | 57.55    | Katsiatyna Artyukh · Bielorrússia                                           | 58.09 =    |
| 3.000 m com obstáculo           | Karoline Bjerkeli Grøvdal · Noruega                                              | 9:43.69     | Layes Abdullayeva · Azerbaijão                                                      | 9:55.95  | Louise Webb · Reino Unido                                                   | 10:10.34   |
| Revezamento 4 x 100 metros      | Alemanha · Yasmin Kwadwo · Leena Günther · Nadja Bahl · Ruth Sophia Spelmeyer    | 44.86       | Polónia · Ewelina Skoczylas · Małgorzata Kołdej · Ewa Zarębska · Anna Kiełbasińska  | 45.12    | Países Baixos · Judith Bosker · Yaël van Pelt · Anouk Hagen · Jamile Samuel | 45.88      |
| Revezamento 4 x 400 metros      | Ucrânia · Olha Zemlyak · Yuliya Krasnoshchok · Alina Lohvynenko · Yuliya Baraley | 3:35.82 NJR | Rússia · Yuliya Terekhova · Liliya Zubkova · Alina Safiullina · Liliya Gafiytullina | 3:36.25  | Alemanha · Laura Hansen · Maral Feizbakhsh · Daniela Ferenz · Inga Müller   | 3:37.83    |
| 10 km marcha atlética           | Elmira Alembekova · Rússia                                                       | 46:31.07    | Antonella Palmisano · Itália                                                        | 46:59.47 | Nina Okhotnikova · Rússia                                                   | 47:04.97   |
| Salto em altura                 | Natalya Mamlina · Rússia                                                         | 1.91        | Marina Vuković · Montenegro                                                         | 1.89     | Burcu Ayhan · Turquia                                                       | 1.89 = NJR |
| Salto com vara                  | Martina Schultze · Alemanha                                                      | 4.20        | Yekaterina Kolesova · Rússia                                                        | 4.10     | Caroline Bonde Holm · Dinamarca                                             | 4.10       |
| Salto em distância              | Darya Klishina · Rússia                                                          | 6.80        | Ivana Španović · Sérvia                                                             | 6.71     | Anna Jagaciak · Polónia                                                     | 6.29 =     |
| Salto Triplo                    | Liane Pintsaar · Estónia                                                         | 13.89       | Cristina Sandu · Roménia                                                            | 13.61    | Jenny Elbe · Alemanha                                                       | 13.55      |
| Arremesso de peso (4 kg)        | Aliona Hryshko · Bielorrússia                                                    | 17.59       | Samira Burkhardt · Alemanha                                                         | 16.46    | Sophie Kleeberg · Alemanha                                                  | 15.95      |
| Arremesso de disco (1,00 kg)    | Sandra Perković · Croácia                                                        | 62.44       | Julia Schäfer · Alemanha                                                            | 55.11    | Irina Rodrigues · Portugal                                                  | 53.14      |
| Lançamento de martelo (4,00 kg) | Bianca Perie · Roménia                                                           | 68.59       | Jenny Ozorai · Hungria                                                              | 63.70    | Sophie Hitchon · Reino Unido                                                | 63.18 NJR  |
| Lançamento de dardo (600 g)     | Tatjana Jelača · Sérvia                                                          | 60.35       | Karolina Mor · Polónia                                                              | 53.57    | Sabine Kopplin · Alemanha                                                   | 53.26      |
| Heptatlo                        | Carolin Schäfer · Alemanha                                                       | 5697        | Kateřina Cachová · Chéquia                                                          | 5660     | Léa Sprunger · Suíça                                                        | 5552       |

## Quadro de medalhas

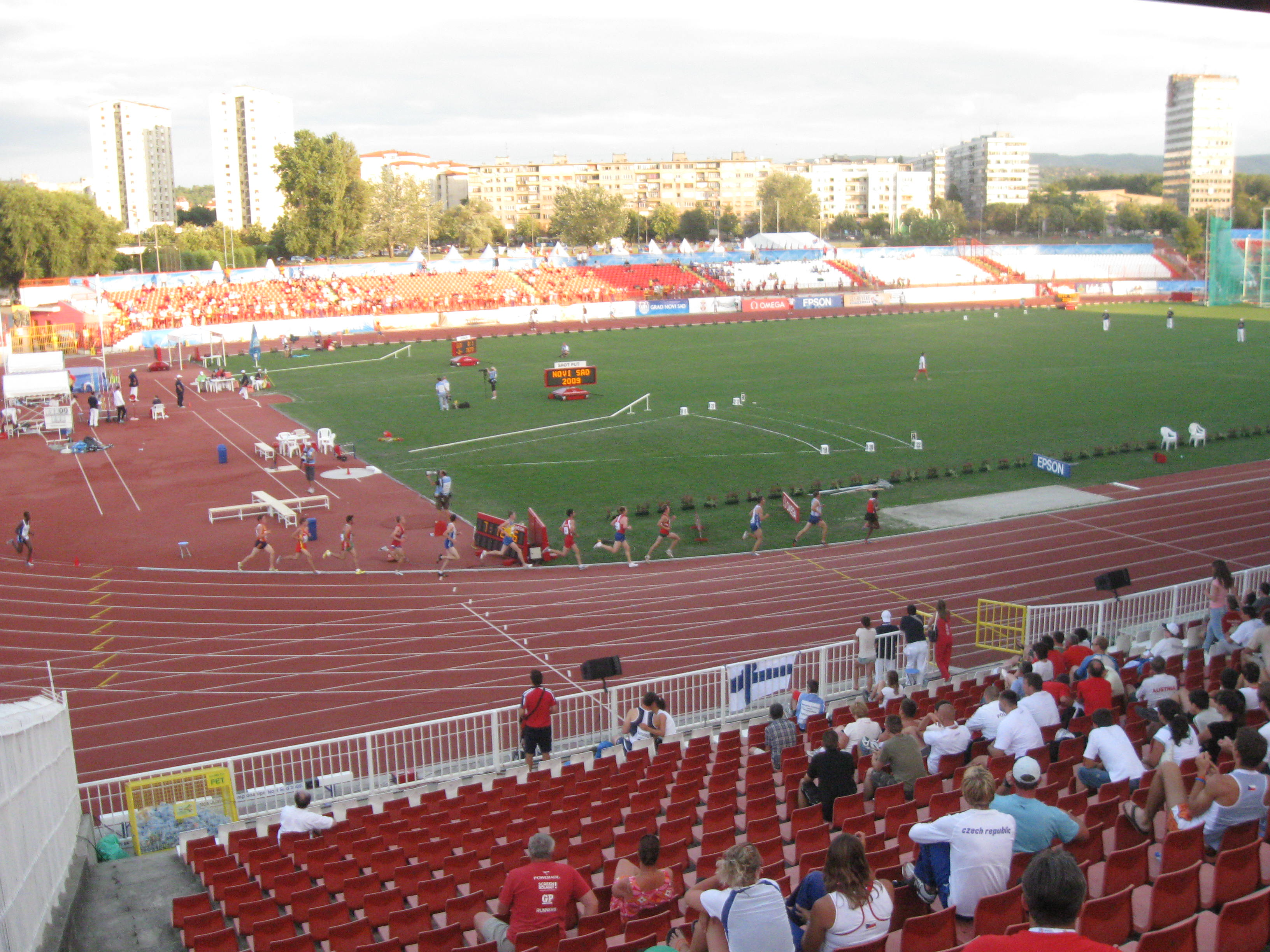
Estádio anfitrião em Novi Sad.

| Ordem | País          | Medalha de ouro | Medalha de prata | Medalha de bronze | Total |
| ----- | ------------- | --------------- | ---------------- | ----------------- | ----- |
| 1     | Alemanha      | 10              | 8                | 7                 | 25    |
| 2     | Rússia        | 9               | 7                | 6                 | 22    |
| 3     | Ucrânia       | 4               | 1                | 0                 | 5     |
| 4     | Reino Unido   | 3               | 5                | 7                 | 15    |
| 5     | Azerbaijão    | 3               | 3                | 0                 | 6     |
| 6     | Roménia       | 3               | 1                | 1                 | 5     |
| 7     | Espanha       | 3               | 0                | 2                 | 5     |
| 8     | Noruega       | 2               | 2                | 0                 | 4     |
| 9     | Bélgica       | 2               | 0                | 1                 | 3     |
| 10    | Sérvia        | 1               | 2                | 0                 | 3     |
| 11    | Bielorrússia  | 1               | 0                | 4                 | 5     |
| 12    | Croácia       | 1               | 0                | 1                 | 2     |
| 12    | França        | 1               | 0                | 1                 | 2     |
| 14    | Estónia       | 1               | 0                | 0                 | 1     |
| 15    | Polónia       | 0               | 5                | 3                 | 8     |
| 16    | Turquia       | 0               | 3                | 1                 | 4     |
| 17    | Chéquia       | 0               | 2                | 0                 | 2     |
| 17    | Hungria       | 0               | 2                | 0                 | 2     |
| 19    | Itália        | 0               | 1                | 3                 | 4     |
| 20    | Suécia        | 0               | 1                | 1                 | 2     |
| 21    | Montenegro    | 0               | 1                | 0                 | 1     |
| 22    | Dinamarca     | 0               | 0                | 1                 | 1     |
| 22    | Finlândia     | 0               | 0                | 1                 | 1     |
| 22    | Letônia       | 0               | 0                | 1                 | 1     |
| 22    | Países Baixos | 0               | 0                | 1                 | 1     |
| 22    | Portugal      | 0               | 0                | 1                 | 1     |
| 22    | Suíça         | 0               | 0                | 1                 | 1     |
| Total | Total         | 44              | 44               | 44                | 132   |

Legenda
| Recorde mundial       | Recorde mundial (World record)               |                       | Recorde africano                      | Recorde africano (African) |                                           | Q | Classificado por posição (Qualified) |
| Recorde do campeonato | Recorde do campeonato (Championship record)  | Recorde da América    | Recorde da América (Americas)         | q                          | Classificado por melhor tempo (Qualified) |   |                                      |
| Melhor marca do ano   | Melhor marca do ano (World leading)          | Recorde asiático      | Recorde asiático (Asian)              | DNS                        | Não largou (Did not start)                |   |                                      |
| Recorde nacional      | Recorde nacional (National record)           | Recorde europeu       | Recorde europeu (European)            | DNF                        | Não terminou (Did not finish)             |   |                                      |
| Recorde pessoal       | Recorde pessoal do atleta (Personal best)    | Recorde da Oceania    | Recorde da Oceania (Oceania)          | DSQ / DQ                   | Desclassificado (Disqualified)            |   |                                      |
| Recorde da temporada  | Recorde da temporada do atleta (Season best) | Recorde sul-americano | Recorde sul-americano (South America) | NM                         | Sem marca (No mark)                       |   |                                      |